# Журавльов Сергій Юрійович
Сергій Юрійович Журавльов «Архієпископ Журавлев» (14 травня 1969, Чебоксари, Чуваська Республіка) — архієпископ неканонічної Української реформаторської православної церкви і реформаторської православної церкви Христа Спасителя.

## Біографія
Народився 14 травня 1969 в місті Чебоксари, Чуваської Республіці в родині атеїстів. За словами Журавльова чудесним чином пережив покаяння й навернення до Бога у підлітковому віці перед Ісусом Христом й мав незвичайні духовні переживання у зрілому віці (явлення Ісуса Христа у видіннях).
Починав своє служіння в Російській православній церкві на початку 1988 як паламар в Орловсько-Брянській (нині Орловсько-Ливенській) єпархії.
В 1991, після нетривалого дияконського служіння, був висвячений у священики й служив кліриком Рязанської, а потім Брянської єпархій. Свячення дияконські і священицькі звершив архієпископ Рязанський й Касимовський Симон (Новиков) в кафедральному Борисо-Глебському Соборі міста Рязані.
У 1996 році пережив те, що сам згодом розцінював «повернення до Божого Слова» і «приватне пробудження». У тому ж 1996 році вийшов з РПЦ Московського Патріархату «з ідейних міркувань», а через кілька місяців був звинувачений в «єресі пятидесятницькій» й відлучений від РПЦ.
3 лютого 2001 Сергій Юрійович Журавльов був висвячений й «помазаний на апостольське служіння» пасторами-харихматами Сандея Аделаджі, Олексієм Ледяєвим, Кентом Маттоксом й Джоном Екхартом. Помазання на апостольське служіння проходило на одному з богослужінь конференції церкви «Посольство Боже» у Києві.
Далі ж, ієрархами Апостольської православної церкви у Москві 14 січня 2002 року в сан архієпископа Київського був висвячений отець Сергій (Журавльов).
На Архієрейському соборі Української апостольської істинно-православної церкви, що проходив 2 жовтня 2002 року у м. Верхньодніпровську, українські єпископи відокремилися від "Апостольської православної церкви Росії", утворивши незалежну ієрархію на чолі з «Блаженнішим митрополитом Київським» Антонієм Власовим (згодом їхня юрисдикція стала відома під назвою Українська апостольська православна церква). На цьому соборі було вирішено "зняти архієпископа Сергія (Журавльова) з Київської кафедри, визнати єретиком і ворогом православ'я, позбавивши церковного спілкування». У прийнятті рішення брав участь і вікарій Сергія Журавльова, «єпископ» Вишгородський Андрій (Трегуб) - мешканець Києва.
Українською гілкою Істинно-Православної церкви вдруге (після відлучення від РПЦ) Сергій Журавльов був звинувачений у єресі, зраді православ'ю і позбавлений церковного спілкування. Після відлучення Сергій Журавльов став самостійно очолювати "українську реформаторську Православну Церкву" неоп'ятидесятницького типу (очолювана ним єпархія стала носити назву Києво-Білоцерківської).
З серпня 2012 року архієпископ Сергій Журавльов є предстоятелем «Реформаторської православної церкви Христа Спасителя».

## Релігійні організації юрисдикції Журавльова в Україні
Проведений Журавльовим так званий "Помісний православний Обновленський Собор" у 2003 році привніс додаткові реформаторські "тези": заперечення "молитов Матері, матері нашого Господа Ісуса" і всім святим, а також відмова від молитов "за упокій", свята православного календаря повинні прославляти виключно Бога, зречення від "духу антисемітизму", також цим собором поклоніння іконам, святим мощам і хресту прирівнюється до ідолопоклонства, також декларується допущення при проведенні богослужінь використання музичних інструментів, відновлення жіночого служіння дияконіс і пресвітерид, визнання виключно «білого», тобто одруженого єпископату.
Нібито з метою зречення "від духу звеличення перед християнами інших деномінацій і юрисдикцій" учасники обновленського собору 2003 р. відмовилися від "спроб-монополізувати істину" і оголосили Свою Церкву екуменічною.
Управління Києво-Білоцерківською єпархією Журавльов поєднує з викладанням у неопротестантських «біблійних школах» Києва, проведенням «обновленських конференцій» і відвідуванням українських, російських (у м. Тула, Ростов-на-Дону та ін.) і навіть зарубіжних громад п'ятидесятників і неохаризматів.
Богослужіння, за запевненнями Журавльова, проходять в різних містах України, а в деяких селах Київської, Херсонської, Донецької та Дніпропетровської областей навіть є храми УРПЦ. У Києві, по вулиці Першотравневій, недалеко від станції метро «Кловська», підприємство «УТОС» з 2003 року надає свій актовий зал громаді УРПЦ.
Підготовку "служителів" для УРПЦ і "Російської Православної Обновленської Церкви" здійснює з 25 травня 2003 р. так звана "Реформаторська, Православна, Свято-Троїцька семінарія".
Прихильниками Журавльова в Києві у 2004-2005 роках реєструються перші громади. Так, священик АПЦ Прошак Олексій Іванович зареєстрував 22 січня 2004 року парафію "Християнська громада Христа Спасителя у Дарницькому районі м. Києва". Крім того, 24 листопада 2005 року ще один священик АПЦ Чернобров Юрій Іванович зареєстрував 24 листопада 2005 року парафію "Християнська Релігійна Громада Єдина Свята Соборна Апостольська Церква У Печерському районі м. Києва" (у 2018 році Черноброва прийняла назад у свою юрисдикцію Українська апостольська православна церква, де останній став єпископом). 
Крім того, 13 лютого 2006 року в селі Троїцьке (П'ятихатський район) священик АПЦ Стрельський Борис Петрович зареєстрував громаду під назвою Українська реформаторська православна церква (на честь Христа Спасителя). Саме ця назва - "Українська реформаторська православна церква" утвердилася за остаточно відокремленою від АПЦ 2006 року конфесією Журавльова, для якої з 2008 року висвячується окрема ієрархія (зокрема, Житомирську єпархію очолив висвячений  24 серпня 2008 року єпископ Никон Подзюрей, а Миколаївську єпархію очолив єпископ Миколай Янковський). Однак Журавльов відійшов від ідеології АПЦ, а його конфесія почала пропагувати ідеологію російського обновленства і протестантського харизматизму. .
Також у Харкові існує громада, яку очолив ієрей Дзюбенко Роман Володимирович.

## Особисте життя
Архієпископ Сергій Юрійович Журавльов трудиться у всіх країнах СНД, країнах колишнього СРСР та інших країнах світу. Одружений з Інною Сергіївною, шестеро дітей — Анастасія, Микола, Серафим, Тетяна, Сергій та Інна.

## Критика
«Хрещення Святим Духом зі знаменням молитви іншими мовами». Критикою є і віровчення Журавльова, він заперечує: чернецтво, молитву святим, цілування ікон, молитву Діві Марії, молитися християнину можна тільки Ісусу або Богу Отцю в ім'я Ісуса, та інші риси православ'я.